# ريال يونيون
ريال أونيون فريق كرة قدم تاريخي في إسبانيا إذ يعود تأسيسه لعام 1915، ويلعب حالياً في الدرجة الثالثة. تميز بتمريراته حتى ان بيليه قال لو لعب منتخب البرازيل معهم لتشتت من تمريراتهم. صعد للدرجة الأولى خلال مرحلة 1928 و1932 إلا أنه سـرعان ما هبط في المواسم التالية، بعد أن تحوّل لأوّل فريق يخـسر كل مبارايات الدوري ويخرج خالي الوفاض من دون أيّة نقطة على الإطلاق. دخلوا التاريخ من أوسـع أبوابه جراء ارتفاعهم للأعلى ثم انخفاضهم المفاجئ ولا أحد يعلم السبب، ولكن لم ينـسَ الملايين هذا الفريق. أمّا أهمّ إنجازاته فهو فوزه بكأس الملك أربع مرّات، آخرها عام 1927.